# Marion Platten
Marion Platten (* 25. November 1958 in Düsseldorf) ist eine deutsche Schwimmerin und Olympiateilnehmerin. Die 1,61 m große und 51 kg schwere Athletin startete für FS Düsseldorf.
Sie gewann 1977 die deutsche Meisterschaft über 200 m Freistil.
An den Olympischen Spielen 1976 in Montreal nahm sie an den Einzelwettkämpfen über 200 m Freistil sowie als Mitglied der 4 × 100-m-Freistil- und der 4 × 100-m-Lagenstaffel teil.
- Über 200 m Freistil schied sie mit einer Zeit von 2:06,70 min im Vorlauf aus und kam in der Gesamtwertung auf Platz 18 unter 40 Schwimmerinnen.
- Mit der Freistilstaffel (Team: Jutta Weber, Marion Platten, Regina Nissen und Beate Jasch) erreichte sie im Finale den achten und letzten Platz.
- Die Lagenstaffel (Team: Angelika Grieser, Dagmar Rehak, Gudrun Beckmann und Marion Platten) wurde im Vorlauf disqualifiziert.